# Agger-Kanal

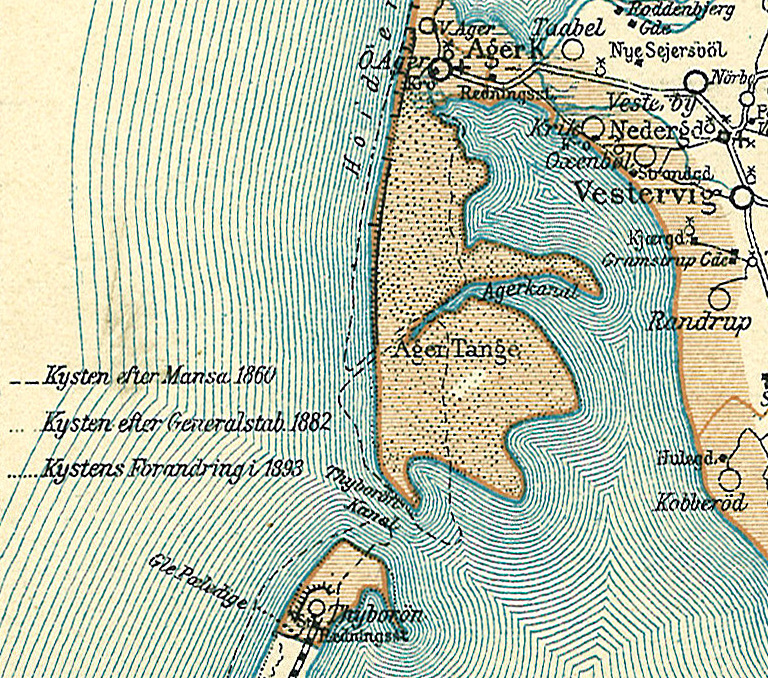
Agger Tange um 1900, mit dem versandeten Agger-Kanal und angedeuteten früheren Küstenlinien

Der Agger-Kanal war eine Meeresöffnung, die vom offenen Meer aus als Zugang zum Limfjord diente, dem Sund zwischen der dänischen Halbinsel Jütland und der vorgelagerten Insel Vendsyssel-Thy. Er entstand am 3. Februar 1825 durch die Februarflut 1825. Die anfangs schmale Öffnung erweiterte sich allmählich sowohl in der Breite als auch in der Tiefe, sodass sie bald schiffbar wurde. Im Jahr 1834 passierte das erste Schiff den Kanal, und bis 1849 hatte er eine Breite von etwa 440 Metern und eine Tiefe von bis zu 2,5 Metern erreicht.
Der Schiffsverkehr durch den Agger-Kanal war insbesondere in den 1850er-Jahren intensiv, und es gab sogar eine direkte Dampfschiffsverbindung nach England. Der Höhepunkt des Verkehrs wurde 1855 erreicht, als 1805 Schiffe den Kanal passierten. Seine maximale Tiefe betrug zu dieser Zeit bis zu 2,5 Meter. Danach nahm die Tiefe jedoch allmählich ab, und die Schifffahrt ging zurück, bis sie Mitte der 1860er-Jahre vollständig zum Erliegen kam.
Im Jahr 1863 brach eine erneute Sturmflut die Nehrung erneut auf und bildete den Thyborøn-Kanal südlich von Agger. Von diesem Zeitpunkt an versandete der Agger-Kanal zunehmend. Im Jahr 1866 betrug seine Tiefe noch etwa 1,5 Meter, doch ab 1877 war er vollständig verschwunden.
Zu der Zeit, als der Agger-Kanal schiffbar war, führte er zu einer intensiven Entwicklung des Schiffsverkehrs im westlichen Teil des Limfjords. Der frühere Handel mit kleinen Frachtschiffen von der jütländischen Westküste in Thy nach Norwegen konnte nun von Orten innerhalb des Limfjords aus erfolgen. Dadurch entstanden schnell mehrere neue Ladeplätze, an denen geschäftstüchtige Menschen die neue Möglichkeit nutzten.
Innerhalb des Thisted-Zollbezirks gehörten zu diesen neuen Handelsplätzen unter anderem Krik, Oddesund, Tambohuse, Hindsels, Gravgård, Doverodde, die Mündung des Visby Å, Gudnæs Strand, Vilsund, Hovsør und Øsløs.
Ein Beispiel für die Entwicklung der Schifffahrt ist, dass Holstebros damaliger Ladeplatz Struer im Jahr 1851 über 14 Schiffe mit einer Gesamttonnage von 260 kommercelæsters verfügte. Zudem wurde der Ladeplatz von 152 Schiffen aus dem Ausland angelaufen, darunter 95 aus Norwegen, 36 aus England und 13 aus Altona.